# Moderna Försäkringar
Moderna Försäkringar  var ett svenskt  försäkringsbolag som sedan 2022 är en del av Tryg Forsikring A/S och efter fusion 2022 verksamma under varumärket Trygg Hansa.
Moderna Försäkringar i Sverige hade ca 470 anställda med huvudkontor i Stockholm, samt kontor i  Göteborg, Malmö, Växjö, Hammarstrand, Sundsvall och Örebro och  erbjöd sakförsäkringar till privatkunder och företagsförsäkringar. Företags- och industrikunders försäkringar tecknades primärt via försäkringsförmedlare.

## Historia
1916 grundades bolaget då Atlantica Båtförsäkring startade sin verksamhet inom marin- och transportförsäkringar.  
1999 startade de nya affärsområdena Bilsport & MC samt Moderna Försäkringar sakförsäkringsbolag och ägare var då Kinnevikskoncernen. Man erbjöd även liv- och fondförsäkring genom bolaget Moderna Försäkringar Liv.
2007 fick Moderna försäkringar nya ägare i form av isländska Milestone.
2009 bytte sakförsäkringsverksamheten åter ägare och man blev då en del av försäkringskoncernen Tryg Forsikring A/S (tidigare Trygvesta) och fusionerades då med deras svenska bolag Vesta Industri men man behöll varumärket Moderna Försäkringar.
2009 genomfördes såldes Livförsäkringsbolaget Moderna Liv & Pension till brittiska Chesnara plc  som sedermera 2010 genomförde namnbyte till Movestic Liv & Pension.
2014 förvärvades Optimal Djurförsäkringar och blev senare varumärket Moderna Djurförsäkringar, detta är numera nambytt till TryggHansa Djurförsäkringar.
2016 köpte Moderna Försäkringar Skandias verksamhet inom barnförsäkring, vuxen olycksfallsförsäkring samt gravidförsäkring.
2021 köpte Tryg Forsikring A/S tillsammans med det kanadensiska Intact hela RSA Insurance Group för 7,2 miljarder pund. Efter en uppdelning blev den skandinaviska verksamheten av RSA Trygg-Hansa Sverige och Codan Norge samt Codan Danmark ingick inkorpererade med påföljande fusionsarbete.
2022 I Sverige slogs Moderna Försäkringar och Trygg-Hansa ihop den 1 april. Den sammanslagna verksamheten är sedan dess en filial till Tryg Forsikring A/S, under varumärket TryggHansa. Den norska delen av Codan ingår efter fusionsarbetet i Tryg Forsikring Norge medan man efter konkurrensprövning valde att avyttra den danska delen av Codan som är verksamma under annat varumärke.

## Affärsområden
Moderna Försäkringars verksamhet var indelad i fem affärsområden med tillhörande produkter och varumärken:
1. Privatmarknad: personförsäkring, villaförsäkring, hemförsäkring, gravidförsäkring, barnförsäkring och bilförsäkring
2. Företag & Industri: företagsförsäkringar, gruppförsäkringar, motorfordonsförsäkringar, småföretagsförsäkringar
3. Affinity: produktförsäkring för elektronikvaror samt kort- och reseförsäkringar
4. Garanti: kredit- och garantiförsäkringar till företag
5. Nischer: Atlantica båtförsäkring, MC-försäkring, entusiastbilsförsäkring och djurförsäkring (hund- och kattförsäkring)